# Lykabas (Kentaur)

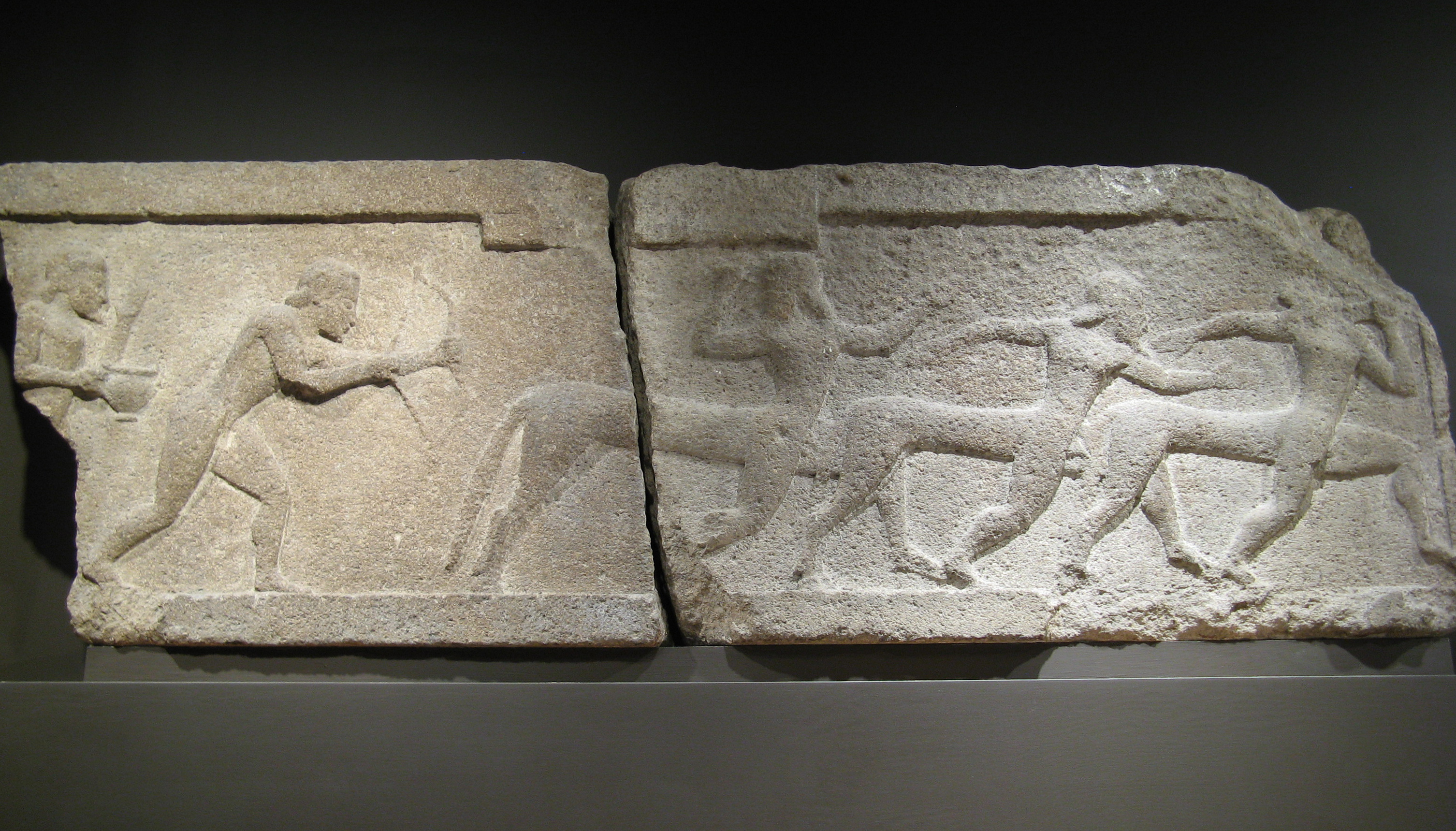
Athenatempel (Assos): Kentauren ergreifen die Flucht.

Lykabas ist ein Kentaur der griechischen Mythologie. In der Kentauromachie auf der Hochzeit des Peirithoos kann er fliehen. Einzige Quelle ist das 12. Buch der ovidschen Metamorphosen.

## Name
Er leitet sich ab vom griechischen Λῠκᾰ́βας; mit abweichender Betonung lateinisch Lýcabas, deutsch Lýkabas. Die mögliche Juxtaposition besteht aus λύκος, lýkos, Wolf und βάσις, básis, Gang (Gehen), verschmolzen zu Wolfgang; einer, der wie ein Wolf geht.
Der Name passt gut, denn die zu den ursprünglichen natur- und wasseraffinen Kentauren neu hinzuerfundenen anthropomorphen Kentauren haben andere Kentaurennamen, die ihre brutalen, tierischen Seiten hervorheben. In Anbetracht dessen, dass die Kentauren auf der Hochzeit des Peirithoos sexuell übergriffig wurden, hat Ovid mit diesem „wölfischen“ Namen eine gute Wahl getroffen, um die triebgesteuerte Natur des Kentauren zu charakterisieren.

## Mythos
Er ist sehr kurz und beschränkt sich auf drei Daktylen, in der Übersetzung werden es fünf. 
Ovid: Metamorphosen 12, 302:

„fúgit et Órnëús Lycabásque et ...“ (weitere Fluchtkentauren)

Übersetzung Suchier:

„Lýkabas aúch sucht Heíl in der Flúcht und Ornë́us und ...“
Ovid lässt Nestor vor Troja die Kentauromachie erzählen, war er doch selbst dabei: Nach einem heftigen Gemetzel gewinnen die Lapithen und Argonauten die Oberhand. Die Kentauren erkennen, dass sie keine Chance haben und es kommt zur Massenflucht. Mittendrin die Dutzend-Kentauren Lykabas und Ornëus, die Nestor (Ovid) ohne Kampfhandlung und Beschreibung nur durch die Namen aus der Masse heraushebt. Beide, durch das -que/und eng verbunden, können sich retten, andere werden noch auf der Flucht niedergemacht. Nur 14 der 55 ovidschen Kentauren entkommen.

## Quelle
- Ovid: Metamophosen 12, 302, Übersetzung Suchier, Wikisource.